# Lecteria (Lecteria) armillaris
Lecteria (Lecteria) armillaris is een tweevleugelige uit de familie steltmuggen (Limoniidae). De soort komt voor in het Neotropisch gebied.